# I miti
I miti è una raccolta di Fiorella Mannoia pubblicata per la Sony BMG il 5 aprile 2001.

## Tracce
1. Come si cambia – 3:52 (testo: Maurizio Piccoli – musica: Renato Pareti)
2. L'aiuola – 3:19 (testo: Mogol – musica: Mario Lavezzi)
3. Viva l'Italia – 4:01 (Francesco De Gregori)
4. Momento delicato – 4:15 (testo: Mogol – musica: Mario Lavezzi)
5. Quasi amore – 3:43 (testo: Oscar Avogadro – musica: Mario Lavezzi)
6. Sorvolando Eilat – 3:40 (testo: Mogol – musica: Piero Fabrizi)
7. Terre lontane – 4:46 (testo: Oscar Avogadro – musica: Piero Fabrizi)
8. Quello che le donne non dicono – 4:02 (Enrico Ruggeri e Luigi Schiavone)
9. Il pescatore – 3:17 (testo: Fabrizio De André – musica: Gian Piero Reverberi, Franco Zauli e Fabrizio De André)
10. Ogni volta che vedo il mare – 3:26 (testo: Gaio Chiocchio – musica: Tony Cicco)

Durata totale: 38:21